# Chrosomus tennesseensis
Chrosomus tennesseensis är en fiskart som först beskrevs av Starnes och Jenkins, 1988.  Chrosomus tennesseensis ingår i släktet Chrosomus och familjen karpfiskar. IUCN kategoriserar arten globalt som nära hotad. Inga underarter finns listade i Catalogue of Life.